# Omphalestra semifusca
Omphalestra semifusca är en fjärilsart som beskrevs av George Francis Hampson 1905. Omphalestra semifusca ingår i släktet Omphalestra och familjen nattflyn. Inga underarter finns listade i Catalogue of Life.